# 民主党 (香港)
民主党（みんしゅとう）は、香港における民主派の中核政党である。党員数は約700名。立法会では6議席を保有する第3党である。区議会では香港全域で46議席を占める。現在の党主席は胡志偉（2016年12月～）。

## 概要
普通選挙の全面的な実施を主張と、一国二制度の厳守・基本法に則った法治を重視している。また、環境保護やオンブズ活動に積極的である。構成員には天安門事件の再評価を要求する者が多い。香港の民主派を代表する政党であり、特に返還前の立法局普通直接選挙では、圧倒的な強さを誇った。返還後は、董建華政権の与党的な存在であった民主建港協進聯盟（左派）や自由党（財界保守派）と対峙してきた。そのため、中央政府から警戒されている側面がある一方、返還前後には、李柱銘（マーティン・リー）党主席（当時）らが欧米のメディアにも注目された。
しかし、内部分裂や左派政党などさまざまな原因により、以前に比べ求心力がやや低下した。特に2006年の公民党結成と同党に所属する梁家傑立法会議員を2007年行政長官選挙に正式擁立させたことは、民主派の長期凋落を助長する可能性もある。ただし、梁家傑議員の擁立を巡る選挙委員会選挙では民主党も協力している。
曽蔭権行政長官は民主派との関係を再検討しようとし、2005年10月には民主党の張炳良・元副主席が行政会議非官方議員に任命された。
2020年に国家安全維持法が施行されて以降は幹部の逮捕が相次いだほか立法会からも事実上排除され、党勢の衰退に歯止めがかからない状態となった。2025年2月20日の幹部会では、党の解散を問う党大会の開催を決定した。

## 沿革
民主党は、香港民主同盟と匯點が1994年10月2日に合併して成立した。初代党主席には香港民主同盟主席であった李柱銘が、初代副主席には匯點主席であった張炳良がそれぞれ就任した。その後、2008年11月23日に同じ民主派の政党であった前線を併合し、今日に至っている。

### 香港民主同盟
香港民主同盟（略称は港同盟、英文名称はUnited Democrats of Hong Kong）は1990年4月6日に結成された。李柱銘以外の主なメンバーは、司徒華、劉千石（除籍処分）、張文光、何俊仁、文世昌（海外へ移住）、李永達、陳偉業（2003年脱退、2006年社会民主連線党へ移籍）、呉明欽、黄匡忠、劉江華（民主建港聯盟へ移籍）らである。普通選挙の実施を求めた他、環境保護やオンブズ活動にも重点を置いた。

### 匯點
匯點 (Meeting Point) は、1983年1月9日、香港で最も早く結成された政治団体である。1992年9月13日に政党化した（ただし、香港には政党法がないため、会社法に基づき登録）。
1995年の立法局選挙では19議席を獲得した。これは1991年の民主改革の恩恵といえる。しかし、中国はイギリスによる民主化を一方的と非難し、返還前の立法局が返還後の立法会にそのまま移行するとの英中合意を破棄し、1996年11月に臨時立法会を選出した。民主党は、これを非難し、同選挙をボイコットしたため、返還により全ての議席を失った。

### 前線
前線 (The Frontier)は1996年8月26日に結成された香港の政党。2008年11月23日に民主党と合併したが、民主党との合併に反対だった一部の元党員が同名の団体を2010年に結成している。

## 歴代党首
1. 李柱銘 (1994-2002)
2. 楊森（英語版） (2002-2004)
3. 李永達（英語版） (2004-2006)
4. 何俊仁（英語版） (2006-2012)
5. 劉慧卿（英語版） (2012-2016)
6. 胡志偉（英語版） (2016-2020)
7. 羅健熙（英語版） (2020-現職)